# Abborrvattnet, Halland
Abborrvattnet är en sjö i Varbergs kommun i Halland och ingår i Viskans huvudavrinningsområde.